# Kirakira PreCure a la Mode
Kirakira ☆ PreCure a la Mode (キラキラ☆プリキュアアラモード Kirakira ☆ Purikyua Ara Moodo) er en magical girl animeserie produceret af Toei Animation og den fjortende serie i Izumi Todos Pretty Cure-franchise. Serien er instrueret af Kohei Kureta og Yukio Kaizawa efter manuskript af Jin Tanaka. Seriens overordnede temaer er dyr og søde sager. Figurerne er designet af Marie Ino, mens konditoren Junko Fukuda har designet kager og søde sager til brug for serien. Serien blev sendt på alle All-Nippon News Networks tv-stationer i Japan fra 5. februar 2017, hvor den afløste den trettende serie, Maho Girls PreCure!, og indtil 28. januar 2018, hvorefter Hugtto! PreCure tog over.

## Handling
Ichika Usami er en pige, der går i andet år i mellemskolen. Hun elsker søde sager og ønsker at blive en konditor, men hun har svært ved at lave noget godt. En dag støder hun på en fe ved navn Pekorin, der kan opspore "kirakiraru" (キラキラル), et element i søde sager der repræsenterer de følelser, der er lagt i dem. Men en ond fe ved navn Gummy fra Kirakiraru-tyvene vil stjæle kirakiraru for at gøre ham selv stærkere, mens de søde sager bliver efterladt sorte og livløse. Ichika, der er fast besluttet på at beskytte de søde sager, får kraften fra den legendariske konditor, så hun kan forvandle sig til en Pretty Cure, besejre Gummy og genvinde de stjålne kirakiraru. Sammen med fire andre Pretty Cure begynder Ichika livet som konditor i det mobile Kira Kira Patisserie, alt imens de kæmper mod Kirakiraru-tyvene som KiraKira Pretty Cure.

## Figurer

### Kira Kira Patisserie
"Kira Kira Patisserie" (キラキラパティスリー Kirakira Patisurii, "Glitrende Konditori") er en kagebutik, der bestyres af Ichika og hendes venner, efter at de møder hinanden. Det er deres base, hvor de laver desserter og søde sager til kunder for at gøre dem glade. Ichikas gruppe er også kendt som de legendariske konditorer Pretty Cure, hvis opgave er at beskytte kirakiraru fra kirakiraru-tyvene.
Hvert medlem har en magisk forvandlingsgenstand kaldet Sweets Pact (スイーツパクト Suiitsu Pakuto), der bruger magiske ting kaldet Animal Sweets (アニマルスイーツ Animaru Suiitsu). For at forvandle sig indsætter medlemmerne respktive Animal Sweet i Sweets Pact og siger ordene "Cure a la Mode Decoration!" (キュアラモード・デコレーション！ Kyu Ara Moodo Dekoreeshon!). Udover de almindelige Animal Sweets kan de også benytte andre Animal Sweets til at forstærke deres evner eller udføre angreb.
- Ichika Usami (宇佐美 いちか Usami Ichika) / Cure Whip (キュアホイップ Kyua Hoippu) - En tillidsfuld 14-årig pige der går i andet år i mellemskolen, og som ønsker at blive konditor, når hun bliver stor. Hun er munter og livlig som en kanin og elsker at lave desserter og søde sager men har svært ved at lave dem så gode som muligt. Hendes mor arbejder som sygeplejeske i udlandet, så hendes far, der driver en dojo, må tage sig af hende, indtil hun kommer tilbage. Selvom hendes bageevner ikke er perfekte, men hun er beslutsom og har hjertet på det rette sted, hvilket hjælper hende, da hun bliver en Pretty Cure. Da serien slutter rejser hun i rundt i verdenen med konditoriet for at gøre andre glade.

Som Cure Whip repræsenterer hun glæde og smil, og hendes temaer er kanin og jordbærkage. Hun bruger sine kaninlignende evner til forstærket hørelse og effektive hoppeevner. Hun bruger desuden sin Sweets Pact som et våben ved at bruge staven til at skabe en lyserød cremelasso til at angribe eller gribe fjender med. Senere bruger hun sin Candy Rod til at udføre et nyt angreb, Whip Decoration. Hendes Animal Sweet er jordbærkage, og hendes holdfarve er lyserød.
Hun introducerer sig selv med ordene "Lad os blande glæde og smil! Cure Whip! Er klar!" (元気と笑顔を!レッツ・ラ・まぜまぜ!キュアホイップ!できあがり! Genki to Egao o! Rettsu Ra Maze Maze! Kyua Hoippu! Dekiagari!)
- Himari Arisugawa (有栖川 ひまり Arisugawa Himari) / Cure Custard (キュアカスタード Kyua Kasutaado) - Ichikas hårdtarbejdende 14-årige klassekammerat. Hun er sky men meget vidende og kan være lige så hurtig og let som et egern. Mens hun arbejder i butikken, viser hun stor viden om kager og søde sager og bliver ofte kaldt for professor i søde sager. Da serien slutter arbejder hun som videnskabsmand sammen med andre på at lave en stor budding.

Som Cure Custard repræsenterer hun visdom og mod, og hendes temaer er egern og budding. Hendes egernevner gør det muligt for hende at løbe og reagere ekstremt hurtigt. Hun kan forstærke sit angreb som Custard Illusion med sin Candy Rod. Hendes Animal Sweet er egernbudding, og hendes holdfarve er gul.
Hun introducerer sig selv med ordene "Lad os blande visdom og mod! Cure Custard! Er klar!" (知性と勇気を!レッツ・ラ・まぜまぜ!キュアカスタード!できあがり! Chisei to Yuuki o! Rettsu Ra Maze Maze! Kyua Kasutaado! Dekiagari!)
- Aoi Tategami (立神 あおい Tategami Aoi) / Cure Gelato (キュアジェラート Kyua Jeraato) - En 14-årig pige der også går i Ichikas klasse, og som er kendt for at være entusiastisk og modig som en løve. Hun er forsanger i rockbandet Wild Azur og elsker at synge. I butikken kommer hendes støtte og styrke til nytte. Senere viser det sig, at hun er arving til Tategami-familiens enorme formue. Da serien slutter er hun blevet en verdensberømt sanger.

Som Cure Gelato repræsenterer hun frihed og passion, og hendes temaer er løve og is. Hendes løveevner gør det muligt for hende at bruge iskræfter og løvebrøl til at fryse en fjende med. Hun kan forstærke sit angreb som Gelato Shake med sin Candy Rod. Hendes Animal Sweet er løveis, og hendes holdfarve er blå.
Hun introducerer sig selv med ordene "Lad os blande frihed og passion! Cure Gelato! Er klar!" (自由と情熱を!レッツ・ラ・まぜまぜ!キュアジェラート!できあがり! Jiyuu to Jounetsu o! Rettsu Ra Maze Maze! Kyua Jeraato! Dekiagari!).
- Yukari Kotozume (琴爪 ゆかり Kotozume Yukari) / Cure Macaron (キュアマカロン Kyua Makaron) - En nobel 17-årig pige der går i andet år i gymnasiet, og som er kendt for sin skønhed, men som til tider kan være lige så arrogant og selvglad som en kat. Selvom hun kan være lidt skræmmende, så bruger hun kun sine evner i butikken, når hun keder sig. Men med Ichikas støtte begynder hun at nyde jobbet og støtte gruppen. Da serien slutter rejser hun rundt i verdenen.

Som Cure Macaron repræsenterer hun skønhed og livlighed, og hendes temaer er kat og makroner. Hendes katteevner giver hende bedre reflekser i kamp. Hun kan forstærke sit angreb som Macaron Julien med sin Candy Rod. Hendes animal sweet er katte-makron, og hendes holdfarve er lilla.
Hun introducerer sig selv med ordene "Lad os blande skønhed og livlighed! Cure Macaron! Er klar!" (美しさとトキメキを!レッツ・ラ・まぜまぜ!キュアマカロン!できあがり! Utsukushisa to Tokimeki o! Rettsu Ra Maze Maze! Kyua Makaron! Dekiagari!)
- Akira Kenjo (剣城 あきら Kenjou Akira) / Cure Chocolat (キュアショコラ Kyua Shokora) - En venlig, drengeagtig 17-årig pige, der går i andet år i gymnasiet. Hun er meget rar og har en stærk retfærdighedssans ligesom en loyal hund, hvilket ofte gør hende god at stole på. Hun kender til steder og har en syg lillesøster ved navn Miku, som hun opmuntrer og beskytter. Hun flyttede til Ichikas nabolag for at være tættere på det hospital, hvor hendes lillesøster er indlagt. Da serien slutter læser hun til sygeplejeske.

Som Cure Chokolat repræsenterer hun styrke og kærlighed, og hendes temaer er hund og chokolade. Hendes hundeevner giver hende en bedre lugtesans i kamp, så hun bliver mere følsom. Hun kan forstærke sit angreb som Chocolate Aromase med sin Candy Rod. Hendes Animal Sweet er hunde-chokolade, og hendes holdfarve er rød.
Hun introducerer sig selv med ordene "Lad os blande styrke og kærlighed! Cure Chocolat! Er klar!" (強さと愛を!レッツ・ラ・まぜまぜ!キュアショコラ!できあがり! Tsuyosa to Ai o! Rettsu Ra Maze Maze! Kyua Shokora! Dekiagari!).
- Ciel Kirahoshi (キラ星 シエル Kirahoshi Shieru) / Kirarin (キラリン Kirarin) / Cure Parfait (キュアパルフェ Kyua Parufe) - En lamme-fe der kan forvandle sig til et menneske. Hun blev kendt som et konditor-geni efter at have studeret i Frankrig. Hun kom tilbage til Japan for at give en prøve på sin kunnen. Det viser sig at hun er Julios søster, der blev i stand til at forvandle sig til et menneske efter at have studeret bagning i et stykke tid, men at hun forvandler sig tilbage til en fe, når hun bliver sulten. Da serien slutter arbejder hun sammen med Pikario om at lave søde sager.

Som Cure Parfait repræsenterer hun drømme og håb, og hendes temaer er pegasus og parfait. Hendes angreb omfatter Parfait Etoile og KiraKuru Rainbow Hendes Animal, hvoraf det sidste bruges til at rense monstre med. Sweets er Pegasus Parfait, og hendes holdfarve er cyan.
Hun introducerer sig selv med ordene "Lad os blande drømme og håb! Cure Parfait! Er klar!" (夢と希望を!レッツ・ラ・まぜまぜ!キュアパルフェ!できあがり! Yume to Kibou o! Rettsu Ra Maze Maze! Kyua Parufe! Dekiagari!).

### Feer
- Pekorin (ペコリン Pekorin) / Cure Pekorin (キュアペコリン Kyua Pekorin) - En forkælet lamme-fe der elsker søde sager. Hendes ører skifter farve afhængig af hendes følelser. Hun kan lide at efterligne katte og hunde og afslutter sine sætninger med -peko (ペコ).[11] Hun får senere mulighed for at forvandle sig til en lille pige, der kan hjælpe Pretty Cure. Da Ichika og de andre bliver drænet for deres kirakiraru får hun mulighed for selv at blive en Pretty Cure og får sin egen Sweets Pact og Animal Sweet. Da serien slutter driver hun konditoriet sammen med Elder og arbejder hårdt på at lave søde sager.

Som Cure Pekorin repræsenterer hun smag og glans, og hendes temaer er doughnut og lam. Hun kan bruge sin Candy Rod sit at affyre cremeagtige projektiler, der eksploderer på et bestemt tidspunkt. Hendes Animal Sweet er Pekorin Doughnut, og hendes holdfarve er lyserød.
- Elder (長老 Chourou) - En ældre gede-fe der bor ved Mount Ichigo. Han tager form som en ånd og betror Pretty Cure beskyttelsen af kirakiraru. Han kan påtage sig en menneskelig form som et ældre mand, der fungerer som butikkens ejer. Han afslutter sine sætninger med "jaba".

### Skurke
- Kirakiraru-tyvene (キラキラルをうばう存在 Kirakiraru o Ubau Sonzai) er en gruppe på ti feer, der blev forhekset af de bælter Julio gav dem, samtidig med at han fik dem til at tro, at de vil få kræfter at stjæle kirakiraru fra søde sager. Hvert medlem angriber en bestemt type søde sager, som de absorberer kirakiraru fra, så de får en større monsteragtig form. Når de bliver besejrede, får de deres normale form tilbage. Da de alle sammen angriber festivallen for søde sager, bliver de fusioneret til en stærk version af Gummy for at overvinde Pretty Cure. Men de bliver gjort normale igen med candy rod og befriet fra Julios indflydelse. Senere undskylder de så for deres opførsel.
  - Gummy (ガミー Gamii) - En afdæmpet lilla drage-fe der søger efter kirakiraru i kager. Han prøver at kæmpe mod Cure Whip men bliver besejret. Når han bliver forvandlet får hans krop form som kager.
  - Pulupulu (プルプル Purupuru) - En listig gul frø-fe der leder efter kirakiraru i buddinger. Han får næsten besejret Cure Whip, før Cure Custard griber ind og besejrer ham. Når han bliver forvandler får hans krop form som buddinger.
  - Hotto (ホットー Hottoo) - En temperamentsfuld rød væsel-fe der leder efter kirakiraru i is. Han forsøger at kæmpe mod Cure Whip og og Cure Custard men bliver besejret Cure Gelato. Når han bliver forvandler får hans krop form som is.
  - Shockley (シュックリー Shukkurii) - En doven sort ande-fe med en hat der leder efter kirakiraru i flødeboller. Han prøver at stjæle kiraliraru fra svane-flødebollerne men bliver besejret af Pretty Cure. Når han bliver forvandler får hans krop form som flødeboller.
  - Maquillon (マキャロンヌ Makyaronnu) - En ondskabsfuld grøn slange-fe der leder efter kirakiraru i makroner. Hun prøver at kæmpe mod Pretty Cure men bliver besejret af Cure Macaron. Når hun bliver forvandler får hans krop form som makroner.
  - Bitard (ビタード Bitaado) - En stædig brun pterodactylus-fe der leder efter kirakiraru i chokolade. Han besejrer let de andre Pretty Cure men bliver selv slået af Cure Chokolat. Når han bliver forvandler får hans krop form som chokolade.
  - Fueru (フエール Fueeru) - En udadvendt gul abe-fe der leder efter kirakiraru i donuts. Han bruger sin evne til at gøre sig flere i kampen mod Pretty Cure men bliver besejret af deres samlede styrke. Når han bliver forvandler får hans krop form som donuts.
  - Spongen (スポンジン Supongun) - En stolt brun nudel-fe der leder efter kirakiraru i sukkerbrødskager. Han stjæler kirakiraru fra Emirus kage men bliver besejret af Pretty Cure da de forener deres kræfter. Når han bliver forvandlet får hans krop form som sukkerbrødskager, og han kan bruge sine arme som piske.
  - Cookacookie (クッカクッキー Kukkakukkii) - en stærk brun hunde-fe der leder efter kirakiraru i småkager. Han går efter Tatsumis panda-småkager, indtil Pretty Cure blander sig og jager ham væk. Når han bliver forvandlet får hans krop form som småkager.
  - Tarton (タルトーン Tarutoon)
- Rio Kuroki (黒樹 リオ Kuroki Rio) / Julio (ジュリオ Jurio) / Pikario (ピカリオ Pikario) - Pikario var oprindeligt en lamme-fe og Kirarins (Ciels) tvillingbror, der blev deprimeret over ikke at kunne matches hendes bageevner, og som derfor kom til at hade søde sager. Han blev forvandlet til drengen Julio af Noir, der tog kirakiraru fra hans hjerte med det resultat, at alle de søde sager, som han lavede derefter, mislykkedes. Den tagne kirakiraru blev forvandlet til et sort stav, som han kan forvandle til et hvilket som helst våben afhængig af hvilken type søde sager, der absorberes kirakirau fra. Det viser sig, at det var ham, der gjorde kirakiraru-tyvene onde. Efterfølgende forklæder han sig som en ny elev ved navn Rio Kuroki i Ichikas klasse for at spionere mod Pretty Cure. Han opdager Pretty Cures identiteter under deres anden konfrontation. Han tror at det alt sammen er en del af hans eksperiment. Hans identitet bliver afslører af Yukari, efter at hun opdager, at han har samlet information om Pretty Cure. Ciel afslører sin brors sande identitet, før han bliver genskabt af Pretty Cure. Da Ciel prøver at dræbe Ciel, ofrer Pikario sig for sin søster, så hun kan færdiggøre hendes parfait, og give hende hans stav, der bliver forvandlet til Rainbow Ribbon. Efterfølgende kommer han til kræfter i et skrin og hjælper senere Pretty Cure i deres kamp mod Glaive.
- Bibury (ビブリー Biburī) - En pige der tager over, efter at Julio taber til Pretty Cure. Hun bærer en dukke ved navn Iru (イル Iru), der kan absorbere kirakiraru fra folk og søde sager for at gøre sig stor til at kæmpe mod Pretty Cure. Når den bliver renset vender den tilbage til sin normale størrelse. Bibury kan også bruge sin egen kirakiraru til at fusionere med Iru og blive en del af dukken. Da hun først dukker op, spreder hun rygter om Kirakira Patisserie for at sabotere deres forretning, men hun bliver stoppet af Yukari og hendes fans. Det viser sig senere, at hun var et forældreløst barn, som Noir stødte på, og som puttede hendes hjertes kirakiraru ind i Iru. For at bevise sit værd konfronterer hun Pretty Cure, men de bliver sendt tilbage til fortiden, hvor hun bliver klar over, at Noir har snydt hende. Tilbage i nutiden får Iru fusioneret sig med Nibury mod hendes vilje og forvandler sig sig til et monster med Bibury fanget indeni. Det lykkes dog for Pretty Cure at besejre Iru og redde Bibury, mens Iru bliver opløst og hendes kirakiraru-energi givet tilbage. Senere arbejder Bibury for Kirakira Patisserie og støtter Pretty Cure.
- Noir (ノワール Nowaaru) - En dæmon der bærer en maske og en kappe. For hundrede år siden forlangte han, at Lumière kun skulle lave søde sager til ham, da han ikke kunne lave dem selv. Hun afslog og Noir svor, at han ville dække byen i mørke. Han kan farve kirakiraru i en persons hjerte og forvandle dem til objekter til at tage andres kirakiraru. Han fusionerer med Elissio for at konfrontere Pretty Cure, men Elissio forråder ham, da hans fortid bliver afsløret, og Pretty Cure forsøger at nå ham. Han bliver forvandlet til et kort ligesom Lumière til brug for Elissios egne formål.
- Elissio (エリシオ Erishio) - En karimatisk mand, der altid bærer tarotkort. Han kan blandt andet bruge dem til omdanne kirakiraru til våben og til at kontrollere tanker. Han kan også bruge det til sin besværgelse Noir Miroir til at forvandle en ting til et monster. Han undersøger ofte Pretty Cures svagheder, før han planlægger et angreb. Efter at han forsegler Glaive og Diable i kort får han mulighed for at kæmpe mod Pretty Cure i forskellige former og med forskellige kræfter. Han fusioner med Noir for at konfrontere Pretty Cure men synes at Noirs motiver er tossede. Han forsegler både Noirs ånd og Lumière i kort, så han kan bruge deres kræfter til at forvandle Ichigozaka til et pastelfarvet sted uden følelser. Samtidig ændrer han erindringer for at forhindre Pretty Cure i at blande sig. Men da Pretty Cure overvælder ham på trods af Noir and Lumières kræfter suger han i et sidste forsøg både dem og hele planeten ind i sig. Men Pretty Cure åbner Elissios øjne ved at afsløre, at han har et hjerte, og overbeviser ham om at hjælpe dem med at genskabe verdenen. Elissio overlader Noir og Lumières kort til pigerne, før han tager af sted for at se verdenen.
- Glaive (グレイブ Gureibu) - En barsk mand med blond hår. Han ejer en lilla bil, der kan absorbere kirakiraru, og kan skabe håndlangere i form af lerdukker kaldet Nendo, som han kan forvandle til monstre med den kirakiraru, som hans bil har absorberet. Han forstærker senere sin bil med Diables kræfter og forvandler den til den endnu Diable Custom Diable Custom (ディアブル カスタム Diaburu Kasutamu). Han angriber Ichigoza ved at forvandle indbyggerne til Nendo-monstre. Senere fusionerer han med sin bil for at kæmpe mod Pretty Cure, men de besejrer ham med Sweets Castle, hvorefter Elissio forvandler ham til et kort. Han bliver genskabt, da Elissio dækker Ichigozaka i mørke, nu med den opgave at få fat i al kirakiraru der dukker op for at fastholde Elissios orden og afholde Pretty Cure fra at genvinde deres erindringer. Men Pekorin blander sig, besejrer Glaive og genskaber Pretty Cures erindringer.
- Nendo-monstre (ネンドモンスター Nendo Monsutaa) - Glaives personlige soldater. De kan fusionere sig selv til en gigantisk form at kæmpe mod Pretty Cure.
- Kort-monstre (カードモンスター Kaado Monsutaa) - Elissios personlige monstre der frembringes af ham med sine kort og fusionerer med andre ting.
- Diable (ディアブル Diaburu) - En rævelignende ånd og gammelt allieret af Noir, før han blev besejret af Lumière. Han vil have nok kirakiraru til at genvinde sin sande form med. Han opnår det men bliver besejret af Pretty Cure, hvorefter Glaive absorberer ham i sin bil. Efter at Glaive også bliver besejret, forvandler Elissio Diables ånd til et kort.

### Andre
- Genichiro Usami (宇佐美 源一郎 Usami Genichirou) - Ichikas far der driver en familieejet dojo. Han er meget god til kampkunst og forstår sin datters følelser.
- Satomi Usami (宇佐美 さとみ Usami Satomi) - Ichikas mor der arbejder som læge i udlandet. Hun kommer ofte hjem til Japan for at give Ichika søde sager, som hun har købt.
- Raiou Tategami (立神 雷桜 Tategami Raiou) - Aois far.
- Aiko Tategami (立神 藍子 Tategami Aiko) - Aois mor.
- Shino Kotozume (琴爪 しの Kotozume Shino) - Yukaris bedstemor.
- Miku Kenjo (剣城 みく Kenjou Miku) - Akiras syge lillesøster der er indlagt på hospitalet.
- Tomi Kenjo (剣城 トミ Kenjou Tomi) - Akiras bedstemor.
- Wataru Izumi (和泉 わたる Izumi Wataru) - Ichikas klassekammerat. Han er god til sport.[12]
- Hiroki Nakano (中野 ひろき Nakano Hiroki) - Ichikas klassekammerat. Han beskrives som livlig.[12]
- Risa Kagurazaka (神楽坂 りさ Kagurazaka Risa) - Ichikas klassekammerat. Hun har kort brunt hår og er kvik.[12]
- Junko Mitsuoka (光岡 じゅんこ Mitsuoka Junko) - Ichikas klassekammerat. Hun har brunt hår med korte fletninger og er afslappet.[12]
- Kei Sonobe (園部 けい Sonobe Kei) - Lederen af bandet Wild Azur der spilles basguitar.[12]
- Ryuta Yokokawa (横川 りゅうた Yokokawa Ryuuta) - Et medlem af Wild Azur der spiller elguitar.[12]
- Sara Asaka (浅香 さら Asaka Sara) - Et medlem af Wild Azur der spiller trommer.[12]
- Ayane Misaki (岬 あやね Misaki Ayane) - En rocksanger som Aoi beundrer.[12]
- Mariko Himukai (日向 まりこ Himukai Mariko) - Datteren af ejeren af Sugar, en butik for søde sager. Hun går med håret i en knude. Hun er kendt som madonnaen af Ichigozakas butiksområde.[12]
- Trestjernekat (三ツ星にゃんこ Mitsuboshi Nyanko) - En kat der kommer i konditoriet. Han har brun pels med et hvidt bryst og tre hvide stjerner i panden. Det siges at han bringer held til den butik han besøger. Han tillader ikke nogen at ae ham undtagen Yukari.[12]
- Emiru Kodama (児玉 えみる Kodama Emiru) - En lokal grundskoleelev der er den første kunde i Kirakira Patissierie. Hun har kort brunt hår og går med baret.[12]
- Daisuke Tatsumi (辰巳 だいすけ Tatsumi Daisuke) - En kunde i konditoriet. Han er iført rød jakke, grønt skjorte og baseballkasket.[12]
- Midori Nakamura (中村 みどり Nakamura Midori) - En skolelærer i Ichigozaka. Hun har skulderlangt brunt hår og bærer briller.[12]
- Mitsuyoshi Mizushima (水嶌 みつよし Mizushima Mitsuyoshi) - Tategami-koncernens chefbutler.
- Prins Nata (ナタ王子 Nata Ouji) - En prins fra Hertugdømmet Confeito. Han hævder at have faldet for Yukari ved første blik og anser Akira for at være en rival til hendes følelser, uvidende om at Akira er en pige.
- Yuu Tachibana (立花 ゆう Tachibana Yuu) - Forfatteren af Himari yndlingsbog.
- Lumière (ルミエル Rumieru) - En legendarisk konditor Pretty Cure mødte, da de rejste tilbage i tiden. Det viser sig senere, at hun var Noirs modstander fra et århundrede siden.

### Filmfigurer
- Jean-Pierre Zylberstein (ジャン＝ピエール・ジルベルスタイン Jan-Pieeru Jiruberusutain) - En konditor der har lært Kirarin at lave søde sager i Paris. Han har en passion for at lave søde sager, men noget synes at have ændret sig ved ham.
- Cook (クック Kukku) - En dukkelignende fe der altid virker til at være sammen med Jean-Pierre.

## Produktion
Serien blev registreret første gang som varemærke af Toei hos de japanske ophavsretsmyndigheder 25. oktober 2016. En måned efter registreringen blev udsendelsen den nye serie bekræftet officielt af Toei, da de åbnede en hjemmeside for serien med slagordet "Lav mad, spis og kæmp". 26. december 2016 blev den officielle hjemmeside opdateret med hovedpersoner og folkene bag, tillige med start- og slutsange og datoen for seriens start. Det blev desuden oplyst, at hovedpersonerne driver en butik med søde sager.
I et interview med holdet bag serien gav de udtryk for, at der var blevet benyttet mange koncepter til serien. Producenterne fortalte at konceptet med et hold på fem personer blev benyttet for at adskille den fra forgængeren Maho Girls PreCure!, der benytter et "makker-koncept". Om valget af seriens tema forklarede producenten Yu Kaminoki at "Det at drive et konditori/bageri er en ting mange piger drømmer om, mens de vokser op, og et godt tema for den næste serie. Men det var svært at afgøre, hvordan kampene skulle passe ind i dessertbaseret serie, for det passer ikke med Pretty Cure eller andre Magical girl-serier." Kaminoki tilføjede at "ved at bruge dyr som et sekundært tema kan det første afbalanceres, og med fantasi er det muligt at få serien til at fungere, i stedet for bare at bruge søde sager som seriens tema." Producenten sagde desuden at "dyretemaet kommer også til at omfatte hovedpersonen, Ichika, der skaber og dekorerer desserter med et dyremotiv takket være hendes store fantasi."
Om medarbejderne fortalte producenten, at Kohei Kureta og Yukio Kaizawa var blevet valgt til at instruere serien som en måde at lette presset på produktionen ved at komme med nye koncepter. Yukio Kaizawa blev desuden valgt på baggrund af sit arbejde med kortfilmen Cure Flora and the Mischievous Mirror. Han sagde at han ønskede at inddrage nye ideer i serien som instruktør. Kaizawa fortalte også, at det var første gang, han instruerede en serie i Toeis program for søndag morgen, og at det ville blive en udfordring at instruere sammen med Kohei Kureta. Kureta var dog taknemmelig for at kunne arbejde sammen med ham. De to instruktører vil instruere hver deres afsnit, men de vil arbejde sammen og er begge ansvarlige for hvordan serien bliver.
Medarbejderne gjorde de enkelte figurers personligheder unikke for at få det til at passe med seriens dyretema. Den der falder mest i øjnene er Akira, hvis rolle producenterne baserede på "Otokoyaku (男役 "Mandlig rolle")-skuespillerinderne i Takarazuka Revue. Hendes dubber Nanako Mori sagde, at hendes tidligere oplevelser med gruppen gav hende inspiration til hendes rolle i serien, og at det at spille en storesøster i serien var første gang for hende.

## Anime
Serien bliver sendt på All-Nippon News Networks tv-stationer i Japan, herunder ABC og TV Asahi, fra 5. februar 2017, hvor den afløste den foregående serie, Maho Girls PreCure!. Seriens introsang er "SHINE!! Kirakira ☆ PreCure a la Mode" (SHINE！！キラキラ☆プリキュアアラモード SHINE！！ Kirakira ☆ Purikyua Ara Moodo) af Yuri Komagata. I de første 22 afsnit er slutsangen ""Let's La Cooking ☆ Showtime" (レッツ・ラ・クッキン☆ショータイム Rettsu Ra Kukkin ☆ Shoutaimu) af Kanako Miyamoto. Fra afsnit 23 til 49 er slutsangen "Shubidubi☆Sweets Time" (シュビドゥビ☆スイーツタイム Shubidubi ☆ Suiitsu Taimu) af Miyamoto. Musikken til serien er komponeret af Yuki Hayashi.
Den første single med serien blev udgivet 1. marts 2017. Det første soundtrack, Precure Sound Decoration!!, blev udgivet 31. maj 2017. Det andet soundtrack, Precure Sound Go Round!!, blev udgivet 29. november 2017. Et vocal album med titlen Suite☆Etude☆A La Mode og med sange fra både animeserien og dens film blev udgivet 24. januar 2018.

### Stemmer
- Karen Miyama - Ichika Usami / Cure Whip[21]
- Haruka Fukuhara - Himari Arisugawa / Cure Custard[21]
- Tomo Muranaka - Aoi Tategami / Cure Gelato[21]
- Saki Fujita - Yukari Kotozume / Cure Macaron[21]
- Nanako Mori - Akira Kenjo / Cure Chocolat[21]
- Mika Kanai - Pekorin[21]
- Yuu Mizushima - Elder[22]
- Yuuji Ueda - Gummy[23]
- Kenjiro Tsuda - Genichiro Usami[12]
- Yuriko Yamaguchi - Satomi Usami
- Taketora - Pulupulu, Shockley, Fueru, Cookacookie
- Takaaki Kojima - Wataru Izumi[12]
- Makoto Kaneko - Hiroki Nakano[12]
- Ayano Shibuya - Risa Kagurazaka[12]
- Atsushi Imaruoka - Hotto, Bitard, Spongen
- Shunichi Maki - Kei Sonobe
- Masatomo Nakazawa Ryuta Yokokawa
- Momoko Soyama - Sara Asaka
- Machico - Ayane Misaki[12]
- Eriko Kawasaki - Maquillon, Tarton
- Yuri Amano - Shino Kotozume
- Yukiyo Fujii - Mariko Himukai[12]
- Miina Obata - Trestjernekat[12]
- Eri Suzuki - Emiru Kodama
- Junji Majima - Daisuke Tatsumi
- Akemi Satou - Midori Nakamura
- Junko Minagawa - Rio Kuroki / Julio[23]
- Rie Hikisaka - Junko Mitsuoka
- Takuya Satou - Mitsuyoshi Mizushima[12]
- Kaede Hondo - Miku Kenjo[12]
- Chiemi Chiba - Bibury[23]
- Inori Minase - Ciel Kirahoshi / Cure Parfait[12]
- Yoku Shioya - Noir[23]
- Daisuke Hirakawa - Elissio[23]
- Hisao Egawa - Glaive[23]
- Shunichi Maki - Nendo-monstre
- Kousuke Toriumi - Prins Nata[12]
- Ken Uo - Yuu Tachibana[12]
- Kiyoko Miyazawa - Tomi Kenjo[12]
- Kiyono Yasuno - Lumière[12]
- Ryouta Takeuchi - Diable[23]
- Matsuya Onoe - Jean-Pierre Zylberstein[24]
- Aoi Yuuki - Cook[25]
- Tetsuo Komura - Raiou Tategami
- Eiko Nakamura - Aiko Tategami

## Film
Kirakira PreCure optræder i crossover-filmen Pretty Cure Dream Stars! (映画プリキュアドリームスターズ！ Eiga Purikyua Doriimu Sutaazu!), der havde premiere i Japan 18. marts 2017, sammen med figurer fra de to foregående serier, Go! Princess PreCure og Maho Girls PreCure!. En film baseret på selve Kirakira PreCure a la Mode havde premiere 28. oktober 2017. Den har titlen KiraKira☆PreCure à la Mode: Crisply! The Memory of Mille-feuille! (映画 キラキラ☆プリキュアアラモード パリッと！想い出のミルフィーユ！ Eiga Kirakira ☆ Purikyua Ara Moodo: Paritto! Omoide no Mirufiiyu!) og omfatter en CG-animeret kortfilm med titlen Petit☆Dream Stars! Let's・la・Cookin'? Showtime! (Petit☆ドリームスターズ！レッツ・ラ・クッキン？ショータイム！ Puchi ☆ Doriimu Sutaazu! Rettsu Ra Kukkin? Shootaimu!)

## Manga
Serien bliver omsat til manga af duoen Futago Kamikita, der også har lavet mangaer baseret på de øvrige Pretty Cure-serier. Mangaserien begyndte i marts 2017-udgaven af Nakayoshi, der udkom i februar 2017. Det første bind blev udgivet 10. august 2017.. Mangaen sluttede 29. december 2017.